# Agamemnon

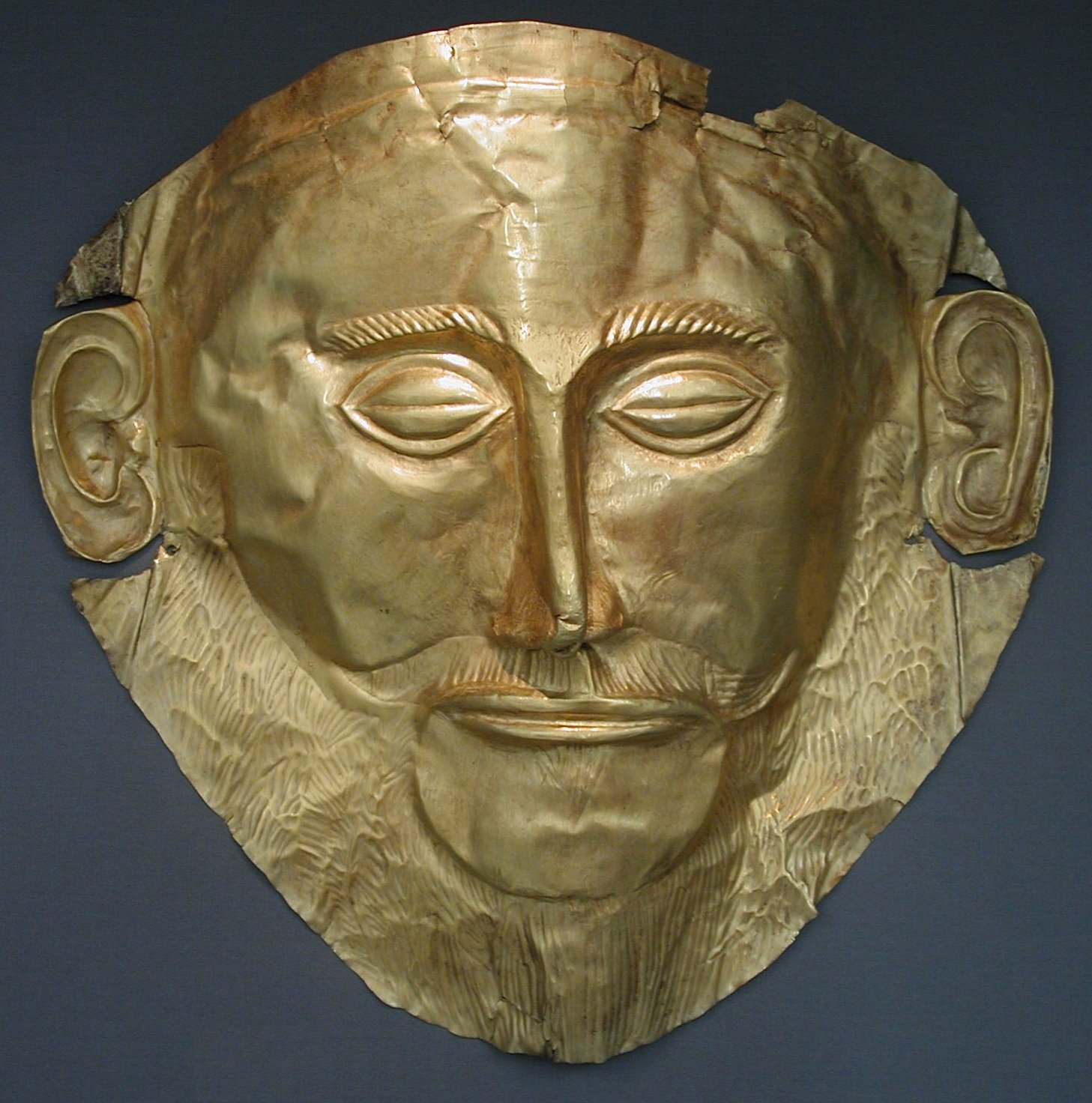
Suposta Máscara de Agamémnon
Descoberta por Heinrich Schliemann em 1876, em Micenas

Agamemnon, Agamenon, Agamenão ou Agamémnon (em grego antigo, Aγαμέμνων, "muito resoluto") foi um dos mais famosos heróis gregos, filho (ou neto) do rei Atreu de Micenas e da rainha Aerope, e irmão de Menelau.
Personagem mítico, Agamemnon é célebre por ter comandado exercito dos Aqueus no cerco  à cidade de Troia, Ele é um dos personagens mais importantes da Ilíada e aparece, já no mundo dos mortos, na Odisseia assim como em muitas obras literárias importantes do mundo grego e romano. 

## Antepassados
Existem várias versões sobre quem foram os pais de Agamemnon e Menelau.
Vários autores os consideram como filhos de Atreu, sendo sua mãe Aérope. Plístene aparece na Fábula 86, de Higino, como um filho de Atreu que Tiestes criou como se fosse seu, e que Atreu matou pensando que matava um filho de Tiestes.
Em outras versões, Agamemnon e Menelau são filhos de Plístene, filho de Atreu. Segundo Tzetzes, que se baseou em Hesíodo e Ésquilo, a esposa de Plístene era Cléola, filha de Dias e a mãe de Plístene era Aérope; Dias possivelmente era outro filho de Pélope. Segundo uma das versões encontradas em Pseudo-Apolodoro, a esposa de Plístene era Aérope, filha de Catreu.
A história da família de Agamemnon, indo até o lendário rei Pélope, tinha sido manchada por violação, assassínio, incesto, e traição. Os gregos acreditavam que este passado violento lançou infortúnios sobre a inteira Casa de Atreu.

## Vida
Uma disputa de poder se arrastava há várias décadas na família real de Micenas, entre os irmãos Atreu e Tiestes.Um dos episódios mais dramáticos da disputa, Atreu acusou a mãe de Agamemnon, Aérope de adultério com seu irmão Tiestes. Ele matou a mulher e depois se vingou do irmão matando seus filhos pequenos e expulsando Tiestes do reino. Mais tarde, Tiestes teve um filho, Egisto, que terminaria assassinando Atreu e colocando Tiestes no trono. Durante este período, Agamenon e Menelau procuraram refúgio em Esparta. Casaram-se com as princesas espartanas Clitemnestra e Helena, respectivamente. Agamenon e Clitemnestra tiveram quatro filhos: três filhas, Ifigênia, Electra, Crisotêmis e um filho, Orestes.
Menelau herdou o trono de Esparta, enquanto Agamemnon, com a ajuda do irmão, expulsou Egisto e Tiestes para recuperar o reino do seu pai. Alargou os seus domínios pela conquista, e tornou-se o rei mais poderoso da Grécia.

## Em guerra
Após o rapto de Helena, Agamemnon juntou as forças gregas para navegar para Troia. Muitos desses príncipes estavam unidos por um pacto feito antes do casamento de Helena com Menelau no qual todos os antigos pretendentes da noiva se comprometiam a punir aquele que roubasse a futura rainha de Esparta de seu futuro esposo. Outros, como Aquiles,  foram atraídos pela promessa de glória. Sendo o rei mais rico e poderoso da Grécia e também o irmão do ofendido, Menelau, Agamemnon foi escolhido para chefiar as tropas gregas, mas não tinha um poder total sobre os reis e príncipes presentes que lideravam suas próprias tropas ( como se verá na llíada com Aquiles). 
As tropas se reuniram para partir de Áulis, um porto na Beócia. Ali, Agamemnon provocou a ira da deusa Ártemis. A versão mais aceita é que Agamemnon matou um animal sagrado para Ártemis, e depois, segundo algumas versões, gabou-se de ser melhor que a deusa na caça. Para castigar o rei, a deusa fez faltar vento de modo que a frota grega não podia seguir para Troia. O adivinho Calcas foi chamado e ele explicou o motivo da ira da deusa e que, para aplacá-la, seria necessário  o sacrifício de Ifigénia (filha mais velha de Agamemnon). 
Dramatizações clássicas diferem em relação a com que vontade estavam quer pai quer filha quanto a este destino. Em algumas versões Agamemnon tenta salvar a filha ( em Eurípides). Em outras, ele age em total acordo com o sacrifício e engana sua mulher, Clitemnestra, e sua filha. Em todas as versões, porém, o artifício usado por Agamemnon para atrair Ifigénia para Aulis é o mesmo: ele manda uma carta a sua esposa dizendo que Aquiles ( que nada sabia) exigia se casar com a princesa para partir na guerra. Acreditando que iria se casar com o famoso herói, a garota vai para Aulis onde acaba sendo sacrificada. A sua morte acalmou Ártemis, e o exército grego partiu para Troia. Muitas alternativas ao sacrifício humano foram apresentadas na mitologia. Outras fontes dizem que Agamemnon estava preparado para matar a filha, mas que Ártemis aceitou um veado no lugar de Ifigénia, e levou-a para Táurida, na Crimeia. Hesíodo disse que ela se tornou a deusa Hécate.
Agamemnon foi o comandante supremo dos gregos durante a Guerra de Troia. Durante a luta, Agamemnon matou Antifo. O conductor de carros de Agamemnon, Halaeso, lutou mais tarde com Eneias em Itália.
A Ilíada se inicia com a história da briga entre Agamemnon e Aquiles no ano final da guerra, a chamada irá de Aquiles.  Agamemnon tomou para ele como espólio de guerra uma jovem de Tebas na Cilícia chamada Criseida (ou Criseis). Seu pai, Crises, um sacerdote de Apolo, foi até o campo grego com um regaste para retomar a filha o que pareceu justo a maior parte dos reis gregos presentes. Agamemnon, porém, agiu de modo arrogante com o sacerdote e não apenas se recusou a entregar a jovem como ainda ameaçou de morte o pai se permanecesse no campo grego. Furioso, Crises implora ao seu deus, Apolo que o vingue. Apolo então envia a peste ao campo grego que mata um grande número de soldados. Diante disso, Calchas, o vidente oficial grego, percebe a ação do deus e explica a Agamemnon a necessidade de devolver Criseis a seu pai. Irritado, ele aceita fazer isso, mas, como Aquiles  tomou a defesa de Calchas, ele se vinga  pedindo para si uma escrava e espólio de guerra, Briseis, que era de Aquiles.
Irritado, Aquiles, pensa em matar Agamemnon, mas a deusa Atena aparece e o impede de agir. Ele então saiu da batalha por vingança, e ao mesmo tempo pede que sua mãe, a deusa Tétis (nereida) interceda com Zeus para ajudar os troianos o que causa grandes perdas aos gregos e da início da ação do épico de Homero. 
Ao perceber que as contínuas derrotas dos gregos e os avanços troianos, Agamemnon tenta de várias maneiras se reconciliar com Aquiles se oferecendo a devolver Briseis além de outros presentes, mas Aquiles se recusa. Apenas após a morte de Pátroclo pelas mãos do príncipe troiano Heitor ele aceita voltar ao campo de batalha.  
Como comandante supremo, Agamemnon convocou os príncipes para a assembleia e conduziu o exército grego na batalha. Era também um bom guerreiro, embora não tão brilhante quanto Aquiles e mesmo antes dos episódios da Ilíada esteve em outros momentos em conflito com este que era considerado o melhor dos gregos e queria ter mais prestígio no comando das tropas.  
Mais tarde, já depois da morte de Aquiles, entra em conflito com Ájax. Quando ocorre a disputa pelas armas de Aquiles, Agamemnon as entrega a Odisseu, que era um de seus principais conselheiros. Revoltado, Ájax decide matar Agamemnon e Menelau, mas a deusa Atena, que protege os gregos, enlouquece Ajax que mata ovelhas como se fossem os reis. Ao perceber seu erro e loucura, Ajax se suicida privando assim os gregos do seu melhor guerreiro depois da morte de Aquiles.  
A  personalidade de Agamemnon desperta opiniões controversas. Alguns admiram sua capacidade de liderança e supõe que foi capaz de sacrificar sua filha Ifigénia pelo bem dos gregos. Outros o veem como um homem arrogante e vaidoso, mesmo pelos padrões da época, e capaz de tudo pelo poder. Ele insulta Crises e Aquiles, lançando grande infortúnio sobre os gregos, e mais tarde Ájax. Na Ilíada se mostra em muitos momentos certo da vitória e em outros parece ceder ao desanimo. Quando seu irmão Menelau tenta aceitar o regaste por um prisioneiro troiano de família rica, Agamemnon o impede de fazer isso dizendo que pretendia matar até o último homem troiano. 
Após a queda de Troia liderou a destruição da cidade pelo fogo e o massacre de quase todos os homens. As mulheres, incluindo as da família real troiana, foram escravizadas e divididas entre os líderes gregos. A Agamemnon coube  a princesa Cassandra, considerada a bela das filhas do rei Priamo e profetisa. 

## Retorno à Grécia

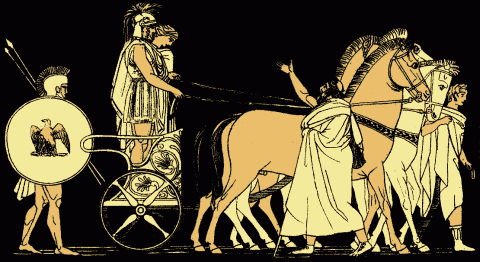
O regresso de Agamemnon
De uma ilustração de 1879 de Stories from the Greek Tragedians de Alfred Church

Quando Tróia finalmente foi derrotada, Agamemnon recebeu a jovem Cassandra, filha de Príamo, como parte do que lhe cabia no saque. Na versão da peça Agamemnon de Ésquilo, Cassandra tinha sido era amada por Apolo, de quem recebera o dom da profecia. Ao se recusar a cumprir os desejos de Apolo, ele a amaldiçoa e faz com que ninguém acredite em suas predições. Apesar dos avisos de Cassandra sobre o seu assassinato Agamemnon nada faz.  
Assim, Agamemnon e Cassandra foram assassinados por Clitemnestra ao voltar para Grécia. Existem algumas versões de como ocorreu o assassinato. 
Na Odisseia, Agamemnon conta a Odisseu em sua visita ao mundo dos mortos, que ele teria sido assassinado durante um banquete em sua homenagem. O banquete teria ocorrido em Argos,  no  palácio de Egisto. Nessa ocasião, Agamemnon, Cassandra e vários guerreiros que acompanhavam o rei, teriam sido assassinados numa emboscada por aliados de Egisto e pelo rainha Clitemnestra que era amante de Egisto.
Segundo Píndaro e os tragediógrafos, Agamemnon foi assassinado pela esposa sozinho no banho. Clitemnestra também matou Cassandra. Essa é a versão mais aceita de sua morte e aparece em Agamemnon de Ésquilo. A rainha teria preparado uma espécie de rede em forma de toalha e imobilizou Agamemnon com ela antes de matá-lo a machadadas, em seguida ela mata Cassandra tendo a cumplicidade de Egisto.  Em todas as versões a sua cólera face ao sacrifício de Ifigénia serio o motivo principal  do assassinato. Outros motivos alegados para o ato de Clitemnestra seriam a relação de seu marido com Cassandra e a sua própria relação com Egisto o que a levaria a querer se livrar do marido para viver com seu amante, além disso, ela desejaria manter o poder sobre o reino que ela vinha exercendo na prática durante os anos da guerra de Tróia.
Tendo exilado Orestes, único filho homem de Agamemnon e herdeiro do trono,  Egisto e Clitemnestra governaram o reino por vários anos, mas o assassinato de Agamémnon acabou por ser vingado pelo seu filho Orestes (possivelmente com a ajuda de Electra) - o que seria tema de diversas obras litérarias entre elas a triologia Orestia de Ésquilo.

## Agamemnon na ficção e filmes
Pelo seu papel na guerra de Tróia, Agamemnon figura como personagem em numerosas obras literárias da antiguidade aos nossos dias. Agamemnon aparece como um dos principais personagens na Ilíada, que tem início por sua briga com Aquiles.  Ele também aparece na Odisseia, já morto, na visita que Odisseu faz ao mundo dos mortos. Nas obras do ciclo épico, assim como em obras posteriore sobre a guerra de Troia, como de Quintus de Esmirna, ele tem papel destacado. 
O personagem tem também papel importante em várias tragédias gregas, a peça Agamemnon de  Ésquilo narra sua volta para casa e assassinato; ele é o personagem cuja decisão dá início à trama na obra Ajax de Sófocles; ele é personagem Hécuba de Eurípides e tem um papel central na peça Ifigénia em Áulide do mesmo autor. Nesta peça vemos Agamemnon como um personagem ambíguo, dividido entre o desejo de proteger a filha e o medo de perder o poder sobre a tropa grega, mas que acaba vencido pelo desejo de poder. 
O texto narrativo Alexandra de Licofron, que descreve profecias criptícas de Cassandra, também tem o rei como personagem entre muitas obras gregas. Ele aparece também em várias obras da literatura latina em obras como a peça Agamemnon de Séneca e As Metamorfoses de Ovídio. 
Na Idade Média, o personagem surge em todas as obras que descrevem a guerra de Troia como o Roman de Troie de Benoit  de Sainte-Maure e Troilus e Cressida de Geoffrey Chaucer. Na Idade Moderna ele terá papel de destaque na obra de William Shakespeare Troilus e Cressida, que mistura o conto medieval de Troilus e Cressida com elementos da Ilíada.  
Escritores modernos de viagens no tempo e romance ficcionais tentam muitas vezes mostrar a Guerra de Troia "como aconteceu realmente", baseados nos achados arqueológicos sobre a Civilização Micênica. Tais autores usam frequentemente Agamemnon como o arquétipo de rei Micénico, dando vida a velhos artefactos ao vestir-lhes uma cara familiar. De particular interesse é a trilogia de viagens no tempo Island in the Sea of Time, Against the Tide of Years e On the Oceans of Eternity de S. M. Stirling, onde o destino que acontece à Casa de Atreu é tão horrível quanto retratado na tradição mitológica. O horror é providenciado por um vilão viajante no tempo que está bem informado acerca da mitologia.
Acredita-se que Agamemnon tenha sido o antigo antepassado ou parente da família nobre Atreides das séries clássicas de ficção científica de  Duna de Frank Herbert (Note que o apelido, Atreides é derivado do nome do pai de Agamemnon, Atreu). Há muitas semelhanças entre a história de Agamemnon e Duna, tal como o protagonista da série Dune, Paul Atreides, sendo ambos heróis trágicos.
Agamemnon faz uma aparição no filme Time Bandits, encarnado pelo ator Sean Connery, embora a sua representação no filme pareça mais similar a Odisseu. Máscaras muito parecidas com a famosa Máscara de Agamémnon também são usadas no filme.
Ele também apareceu no filme Troia de 2004, encarnado pelo escocês Brian Cox.
Agamemnon era o nome do navio militar comandado por Horatio Nelson, que começou a sua reabilitação seguindo o spito de ricos comerciantes de açúcar. O autor de Babylon 5, J. Michael Straczinsky, usou essa informação para escolher um nome para o navio de comando do seu herói protagonista John Sheridan. Assim, Agamemnon era o nome do "Earth Fleet Destroyer" que John Sheridan comandava perto do fim da 4ª temporada de Babylon 5.

## Árvore genealógica
Árvore genealógica baseada em João Tzetzes, acrescentando a paternidade de Atreu e Dias:
|       |       |       |       |           |           |           |           |           |           | Pélope   |          |        |        |         |         |         |         |         |         |  |  |        |        |        |        |          |          |          |          |          |          |  |  |  |  |  |  |  |  |  |  |  |  |  |  |
|       |       |       |       |           |           |           |           |           |           |          |          |        |        |         |         |         |         |         |         |  |  |        |        |        |        |          |          |          |          |          |          |  |  |  |  |  |  |  |  |  |  |  |  |  |  |
|       |       |       |       |           |           |           |           |           |           |          |          |        |        |         |         |         |         |         |         |  |  |        |        |        |        |          |          |          |          |          |          |  |  |  |  |  |  |  |  |  |  |  |  |  |  |
|       |       |       |       |           |           |           |           |           |           |          |          |        |        |         |         |         |         |         |         |  |  |        |        |        |        |          |          |          |          |          |          |  |  |  |  |  |  |  |  |  |  |  |  |  |  |
| Atreu | Atreu | Atreu | Atreu | Atreu     | Atreu     |           |           |           |           |          |          | Aérope | Aérope | Aérope  | Aérope  | Aérope  | Aérope  |         |         |  |  | Dias   | Dias   | Dias   | Dias   | Dias     | Dias     |          |          |          |          |  |  |  |  |  |  |  |  |  |  |  |  |  |  |
| Atreu | Atreu | Atreu | Atreu | Atreu     | Atreu     |           |           |           |           |          |          | Aérope | Aérope | Aérope  | Aérope  | Aérope  | Aérope  |         |         |  |  | Dias   | Dias   | Dias   | Dias   | Dias     | Dias     |          |          |          |          |  |  |  |  |  |  |  |  |  |  |  |  |  |  |
|       |       |       |       |           |           |           |           |           |           |          |          |        |        |         |         |         |         |         |         |  |  |        |        |        |        |          |          |          |          |          |          |  |  |  |  |  |  |  |  |  |  |  |  |  |  |
|       |       |       |       |           |           | Plístene  | Plístene  | Plístene  | Plístene  | Plístene | Plístene |        |        |         |         |         |         |         |         |  |  | Cléola | Cléola | Cléola | Cléola | Cléola   | Cléola   |          |          |          |          |  |  |  |  |  |  |  |  |  |  |  |  |  |  |
|       |       |       |       |           |           | Plístene  | Plístene  | Plístene  | Plístene  | Plístene | Plístene |        |        |         |         |         |         |         |         |  |  | Cléola | Cléola | Cléola | Cléola | Cléola   | Cléola   |          |          |          |          |  |  |  |  |  |  |  |  |  |  |  |  |  |  |
|       |       |       |       |           |           |           |           |           |           |          |          |        |        |         |         |         |         |         |         |  |  |        |        |        |        |          |          |          |          |          |          |  |  |  |  |  |  |  |  |  |  |  |  |  |  |
|       |       |       |       |           |           |           |           |           |           |          |          |        |        |         |         |         |         |         |         |  |  |        |        |        |        |          |          |          |          |          |          |  |  |  |  |  |  |  |  |  |  |  |  |  |  |
|       |       |       |       |           |           |           |           |           |           |          |          |        |        |         |         |         |         |         |         |  |  |        |        |        |        |          |          |          |          |          |          |  |  |  |  |  |  |  |  |  |  |  |  |  |  |
|       |       |       |       | Agamemnon | Agamemnon | Agamemnon | Agamemnon | Agamemnon | Agamemnon |          |          |        |        | Menelau | Menelau | Menelau | Menelau | Menelau | Menelau |  |  |        |        |        |        | Anaxíbia | Anaxíbia | Anaxíbia | Anaxíbia | Anaxíbia | Anaxíbia |  |  |  |  |  |  |  |  |  |  |  |  |  |  |